# Салько Микола Маркович
Микола Маркович Салько (1842 — ?) — український архітектор, міський архітектор Полтави.

## Біографія
Навчався в Полтавській гімназії. Фахову освіту здобув у Петербурзькому Будівельному училищі (1857–1862), де отримав звання архітекторського помічника і чин губернського секретаря. По закінченню навчання повернувся до Полтави. Спершу працював на посаді архітекторського помічника в Полтавській будівельній і шляховій комісії. З 1865 року обіймав посаду архітектора-ревізора при земській управі, в 1866–1879 роках — міського архітектора Полтави. Окрім професійної, займався громадською діяльністю — був гласним міської думи, членом комітету по будівництву думи.

## Проекти
У проектуванні будівель Микола Салько використовував стильові форми неоренесансу і неоросійського напрямку.
В Полтаві за його проектами були споруджені:
- Гостиний двір;
- Мурована лазня для євреїв;
- Центральний ринок;
- Скотопригінний двір з різницею;
- Реальне училище на 180 чоловік;
- Розважний павільйон у міському саду;
- Мурована парафіяльна церква.

Серед споруд, побудованих за межами міста:
- Заміський будинок Базилевського у маєтку Турбаї Хорольського повіту;
- Мурована дзвіниця у містечку Решетилівка;
- Мурована церква у маєтку князя Цертелева;
- Кілька дерев'яних мостів у Полтавській губернії.